# Morten Korch
Morten Korch, född 17 januari 1876 på Fyn, död 28 september 1954, var en dansk författare.
Korch roman De røde heste (De röda hästarna), som utgavs 1943, blev underlag till två filmatiseringar. Han var en folkkär författare vars böckers miljöer ofta hämtats från det traditionella, gammaldags lantbruket, småindustrierna och köpmansgårdarna. Korch hade en konservativ grundsyn.
Han utgav totalt 119 titlar.

## Utmärkelser
- Riddare av Dannebrogorden,  1936[3]
- Dannebrogsmännens hederstecken,  1952[3]

[Redigera Wikidata]